# Eesti Raudtee
Eesti Raudtee (EVR) est la société nationale des infrastructures de chemins de fer d'Estonie, dont le siège se trouve à Tallinn.

## Organisation
L'entreprise compte deux filiales : 
- EVR Infra (100%) – exploitation de l'infrastructure du réseau
- EVR Cargo (100%) – transport de marchandises

## Matériel roulant
L'entreprise a commandé 16 locomotives DF7G-E à CNR Beijing, le premier engin est livré en 2012